# Luis Morató
Luis Morató es un autor y académico boliviano. Fue profesor de Quechua en la Universidad Cornell.

## Educación y carrera
Morató nació en Cochabamba, Bolivia. Estudió leyes, lingüística y periodismo en la Universidad de San Simón. En su ciudad fue un pionero de la transmisión de programas de quechua en las estaciones de radio locales. Fundó el “Instituto de Idiomas Tawantinsuyu”, el cual enseñaba quechua, aimara y español.
Durante décadas Morató se dedicó a la investigación y enseñanza del español. En Bolivia y Perú enseñó en su alma mater, el programa de lengfuas, Alianza Francesa, Centro Pedagógico Portales, Instituto Pastoral Andino (Cusco).
En los Estados Unidos Morató enseñó en la Universidad de Illinois, Urbana-Champaign, la Universidad de Chicago, la Universidad Texas, y principalmente en la Universidad de Cornell. En el año 2016 se retiró de la enseñanza cuando trabajaba en la Universidad Estatal de Ohio.

## Premios y reconocimientos
En 2019 Morató recibió el Premio Quechua a la Trayectoria de Vida por The Quechua Alliance.

## Obras
- Guía médica trilingüe : queshwa-english-castellano (1994)[6]
- Quechua qosqo-qollaw (1995), libro de enseñanza trilingüe
- Cóndores de amor y muerte (2000)[7]